# Anàleg de nucleòsid

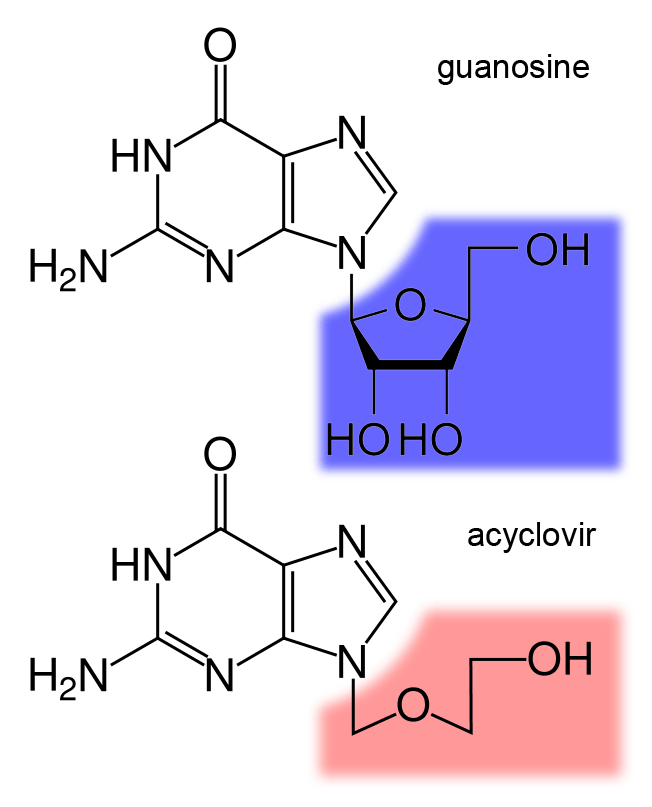
El fàrmac antiviral aciclovir (part inferior), un anàleg nucleòsid que funciona imitant la guanosina (part superior)

Els anàlegs nucleòsids són molècules que presenten una analogia estructural als nucleòsids i que sovint s'utilitzen com a fàrmacs. Poden contenir canvis tan pel que fa al monosacàrid com a la base nitrogenada i si contenen grups fosfats (normalment de un a tres), se’ls anomena anàlegs de nucleòtids.
Entre els anàlegs nucleòsids i nucleòtids que es poden utilitzar com a fàrmacs trobem una gamma de productes antivirals utilitzats per evitar la replicació viral a les cèl·lules infectades. El més utilitzat és l'aciclovir, tot i que la seva inclusió en aquesta categoria és incerta, ja que actua com a nucleòsid però no conté sucre real, ja que l'anell de sucre es substitueix per una estructura de cadena oberta. Altres tenen altres utilitats terapèutiques i per exemple la gemcitabina s'utilitza com a fàrmac quimioterapèutic contra diferents tipus de càncer.

## Exemples
Els fàrmacs analògics nucleòsids inclouen:
- Anàlegs de la desoxiadenosina:
  - didanosina (ddI) (VIH)
  - vidarabina (antiviral)
- Anàlegs de l'adenosina:
  - galidesivir (Ebola)
  - remdesivir (Ebola) (Marburg) (Coronavirus)
- Anàlegs de la desoxicitidina:
  - citarabina (quimioteràpia)
  - gemcitabina (quimioteràpia)
  - emtricitabina (FTC) (VIH)
  - lamivudina (3TC) (VIH, hepatitis B)
  - zalcitabina (ddC) (VIH)
- Anàlegs de la guanosina i desoxiguanosina:
  - abacavir (VIH)
  - aciclovir (herpes)
  - entecavir (hepatitis B)
- Anàlegs de la timidina i desoxitimidina:
  - estavudina (d4T)
  - telbivudina (hepatitis B)
  - zidovudina (azidotimidina, o AZT) (VIH)
- Anàlegs de la desoxiuridina:
  - idoxuridina
  - trifluridina